# GSC4217-1247
GSC4217-1247 — хімічно пекулярна зоря спектрального класу A3, що має видиму зоряну величину в смузі V приблизно  9,5.